# Carl Otto Ekström
Carl Otto Ekström, född 8 april 1836 i Skogs socken, Gävleborgs län, död 25 april 1886 i Stockholm, var en svensk författare, tidningsman och målare.
Ekström gav ut ett antal böcker och tidskrifter med för sin tid uppskattade skildringar ur det norrländska skogs- och jägarlivet, ibland under signaturen Gubben Noach. Han utgav i bokform Skizzer af Gubben Noach (1862), Vandringar i Helsingland (1871) och Skogvaktarens berättelser (tre häften, 1873–1884) samt ett folklustspel, I Helsingland. Ett urval av hans texter utgavs på nytt av Elf Norrbo i boken Tulu i skogen 1913. Vid sidan av sitt skrivande var han även verksam som landskapsmålare och tecknare.